# الگول ۶۰
الگول ۶۰ (به انگلیسی: ALGOL 60) (کوته‌نوشتی برای ALGOrithmic Language 1960 به معنی زبان الگوریتمی ۱۹۶۰) یکی از زبان‌های برنامه‌نویسی خانوادهٔ الگول است. این زبان منشاء بسیاری از زبان‌های برنامه‌نویسی دیگر از جمله: بی‌سی‌پی‌ال، پاسکال، سیمولا و سی است. در الگول ۵۸ بلوک‌های کد در محدودهٔ begin و end معرفی شدند. الگول ۶۰ نخستین زبانی بود که توابع تودرتو با گسترهٔ واژگانی را پیاده‌سازی کرد.
نیکلاوس ویبرت پیش از روی‌آوردن به توسعهٔ پاسکال، الگول دابلیو خود را بر پایهٔ الگول ۶۰ بنیان نهاد. الگول دابلیو به عنوان نسل بعدی الگول طراحی شده بود اما کارگروه الگول ۶۸ تصمیم گرفت از طراحی پیچیده‌تر و پیشرفته‌تری به جای یک الگول ۶۰ پاک‌سازی‌شده و ساده‌شده استفاده کند.
نسخه‌های رسمی الگول برپایهٔ سالی که در آن منتشر می‌شوند نامگذاری می‌گردند. الگول ۶۸ تفاوت‌های بنیادینی با الگول ۶۰ داشت و تا حدی به همین دلیل نیز مورد انتقاد قرار گرفت و امروزه وقتی به طور کلی از الگول صحبت می‌شود، منظور شاخه‌های الگول ۶۰ است.

## واژه‌نامه
1. ↑  Nested functions
2. ↑  Lexical scoping